# Pókháló

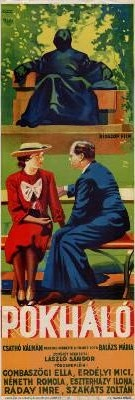
Affiche du film par György Nemes.

Pókháló est un film hongrois réalisé par  Mária Balázs et sorti en 1936.

## Fiche technique
- Titre : Pókháló
- Titre américain : The Cob-Web
- Réalisateur  :  Mária Balázs
- Scénario : Kálmán Csathó (roman), László Endre (író) (hu) (adaptation)
- Musique : Alexander László (de)
- Directeur de la photographie : Rudolf Icsey (eo)
- Production : Bioscop Film Csaba Filmgyártó
- Son : mono
- Noir-et-blanc
- Longueur : 2110 mètres

- date de sortie
  - Royaume de Hongrie (1920-1946) : 26 septembre 1936
  -  États-Unis : 6 mai 1938

## Distribution
- Romola Németh
- Ella Gombaszögi (en)
- Béla Lévay
- Ilona Eszterházy
- Attila Petheő (hu)
- Mici Erdélyi (en)
- Imre Ráday
- Zoltán Szakáts (eo)
- Sándor Pethes (en)
- Irén Sitkey (eo)
- Bobby Gray
- Vali Rácz (en)
- Marcsa Simon (en)
- István Dózsa (eo)
- Anna Füzess (eo)
- Józsa Verböczy
- Bódogné Halmy
- Erzsébet Köpeczi
- Ilona Lázár
- Edit Dullian
- F. Lányi Irma (hu)
- Mária Paál
- Ferenc Pataki
- Sándor Szalma
- Magda Linder